# Sheppardia lowei
Sheppardia lowei е вид птица от семейство Muscicapidae. Видът е световно застрашен, със статут Уязвим.

## Разпространение
Видът е разпространен в Танзания.